# Motala landskommun
Motala landskommun var en kommun i Östergötlands län.

## Administrativ historik
När 1862 års kommunalförordningar trädde i kraft bildades över hela landet cirka 2 400 landskommuner (indelningen baserades på socknarna) samt 88 städer och 7 köpingar.
I Aska härad i Östergötland inrättades då i Motala socken Motala landskommun, varur 1881 Motala stad utbrutits.
Den upphörde år 1948, då den i sin helhet inkorporerades i Motala stad.
Motsvarande församling, Motala landsförsamling, lades samtidigt samman med Motala stadsförsamling för att bilda Motala församling.

## Politik

### Mandatfördelning i valen 1938-1946
| 2 | 23 |  | 2 | 2 |

| 28 |

| 3 | 23 |  |  |  |  |

| 28 |

| 4 | 20 |  |  | 2 | 2 |

| 25 | 5 |